# Brachygalaxias gothei
Brachygalaxias gothei är en fiskart som beskrevs av Busse, 1983. Brachygalaxias gothei ingår i släktet Brachygalaxias och familjen Galaxiidae. IUCN kategoriserar arten globalt som otillräckligt studerad. Inga underarter finns listade.